# C/2015 F4 (Jacques)
C/2015 F4 (Jacques) — одна з довгоперіодичних параболічних комет. Ця комета була відкрита 27.2 березня 2015 року C. Jacques, E. Pimentel & J. Barros за допомогою 0.28-м f/2.2 астрографа на SONEAR обсерваторії (Southern Observatory for Near Earth Asteroids Research). Блиск на час відкриття: 16.2m. Комета у день відкриття мала кому діаметром 8" і хвіст близько 15" з PA (позиційний кут) 237.